# Comté de Lake (Colorado)
Pour les articles homonymes, voir Comté de Lake.
Le comté de Lake est un comté du Colorado. Son siège est Leadville, seule municipalité consolidée du comté.
Le comté est nommé en référence aux Twin Lakes.

## Historique
Le comté de Lake était l'un des 17 comtés originaux créés par l'Assemblée législative du territoire du Colorado le 1er novembre 1861. Tel que défini à l'origine, le comté de Lake comprenait une grande partie de l'ouest du Colorado tel que définit dans ses frontières actuelles. Le comté a été nommé en référence aux Twin Lakes.
Le comté de Lake perdit lentement la plus grande partie de son territoire au cours des décennies suivantes par les créations des comtés de Saguache en 1866, de Hinsdale en 1874, de La Plata en 1874, de San Juan en 1876, jusqu'aux comtés d'Ouray et de Gunnison en 1877.
En 1878, le comté de Lake avait été réduit à une zone comprenant seulement les comtés actuels de Lake et de Chaffee. Le 8 février 1879, l'assemblée législative du Colorado rebaptisa le comté de Lake comme comté de Carbonate, désignation qui ne dura que deux jours, jusqu'à ce que le comté de Chaffee soit séparé de Carbonate le 10 février et que la partie nord restante soit redessinée dans le comté de Lake avec son siège actuel de Leadville.

## Géographie
Selon le U.S. Census Bureau, le comté a une superficie totale de 990 km2, ce qui en fait le quatrième plus petit comté du Colorado.

### Géolocalisation
|                 | Comté d'Eagle    | Comté de Summit |
| Comté de Pitkin | Comté de Lake    | Comté de Park   |
|                 | Comté de Chaffee |                 |

## Démographie
| 1870 | 1880   | 1890   | 1900   | 1910   | 1920  |
| ---- | ------ | ------ | ------ | ------ | ----- |
| 522  | 23 569 | 14 603 | 18 054 | 10 600 | 6 630 |

| 1930  | 1940  | 1950  | 1960  | 1970  | 1980  |
| ----- | ----- | ----- | ----- | ----- | ----- |
| 4 899 | 6 833 | 8 600 | 7 101 | 8 318 | 7 491 |

| 1990  | 2000  | 2010  | - | - | - |
| ----- | ----- | ----- | - | - | - |
| 6 007 | 7 102 | 7 310 | - | - | - |

## Galerie

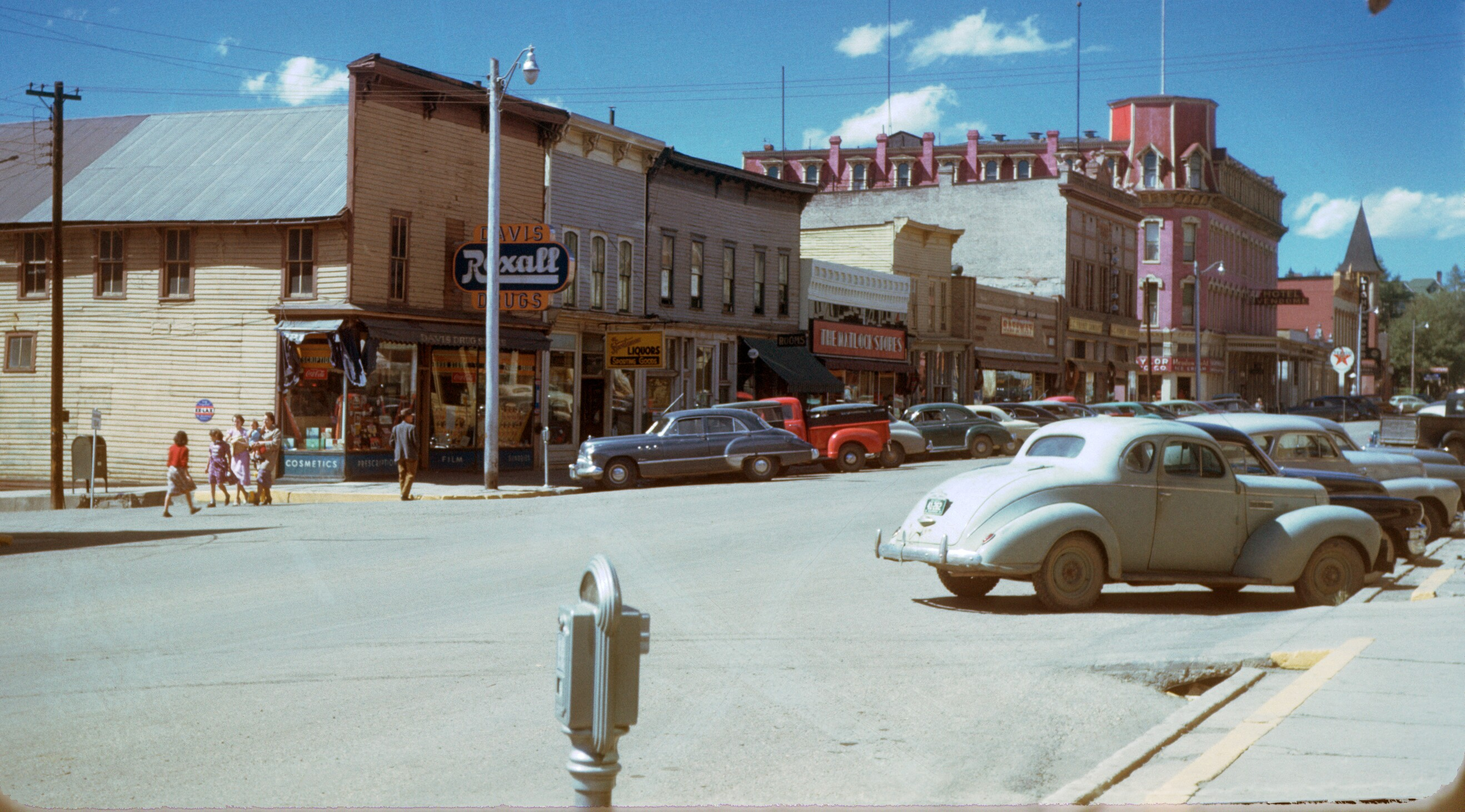
Leadville.
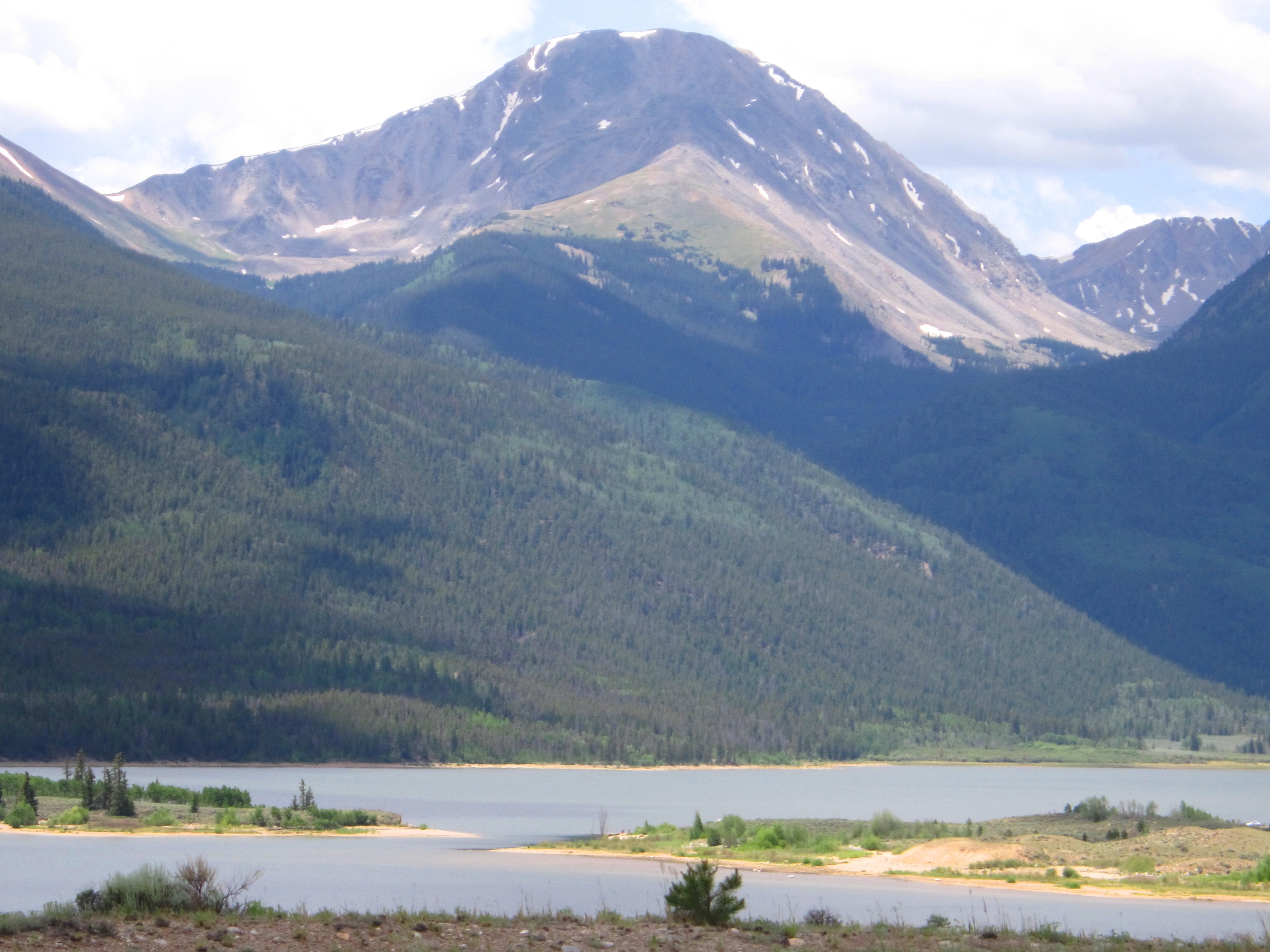
Le mont Hope et les Twin Lakes.
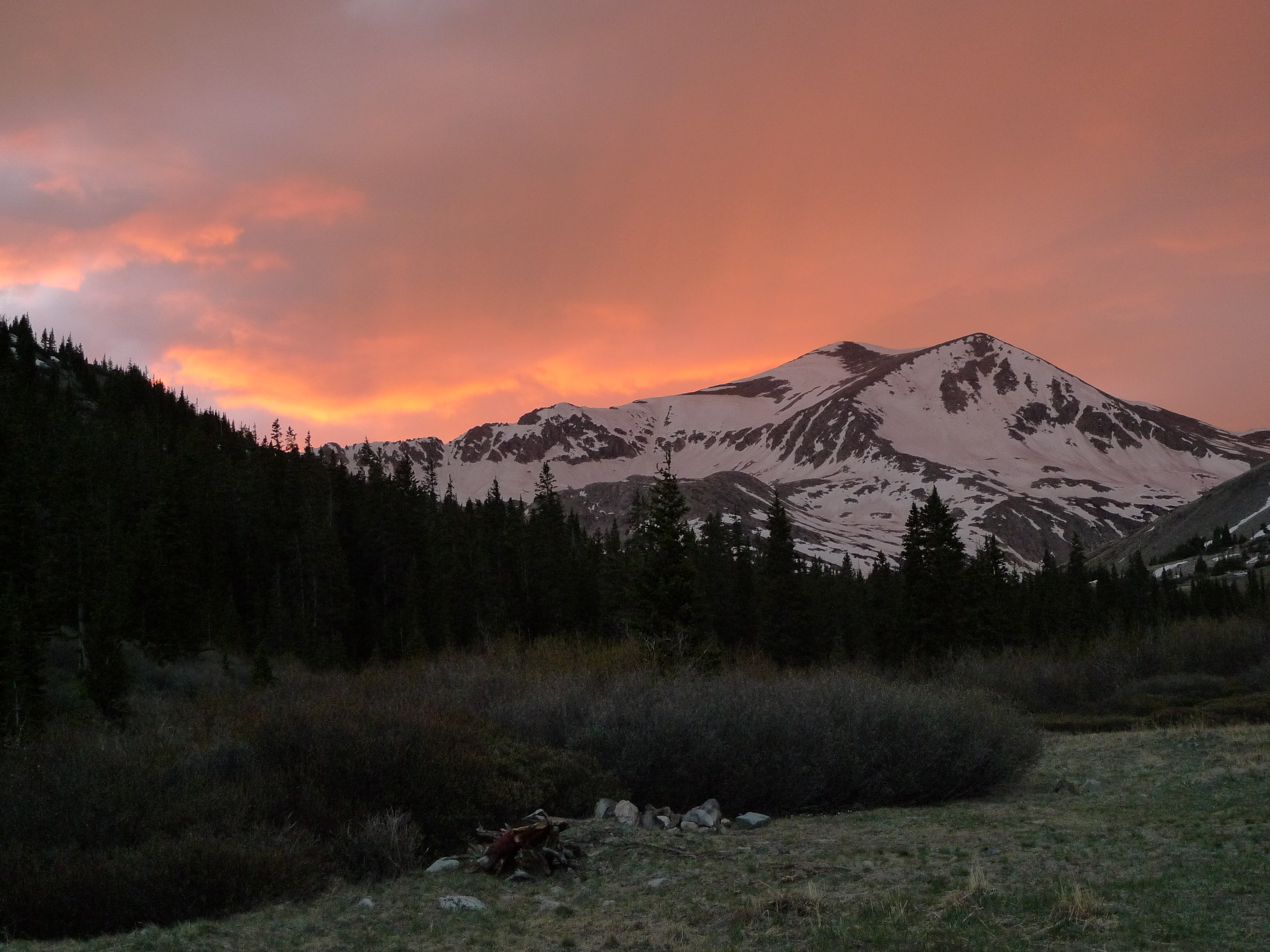
Le mont Democrat.
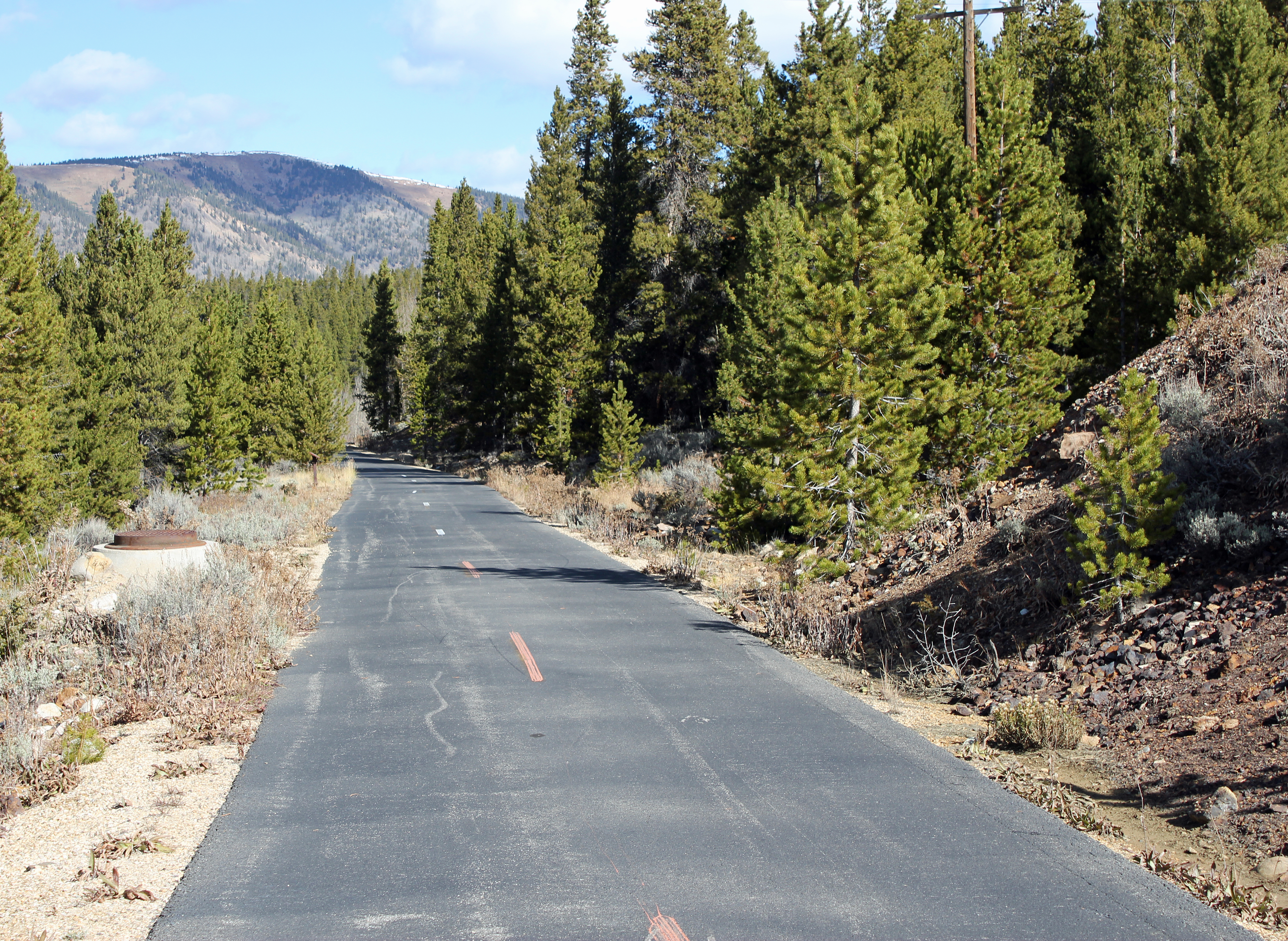
Le Mineral Belt Trail.
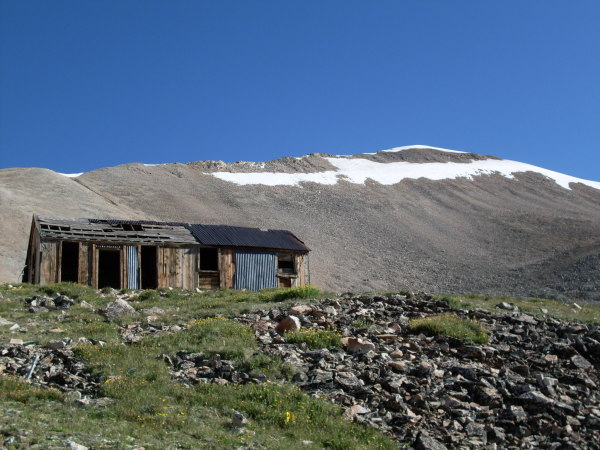
Le versant est du mont Sherman.
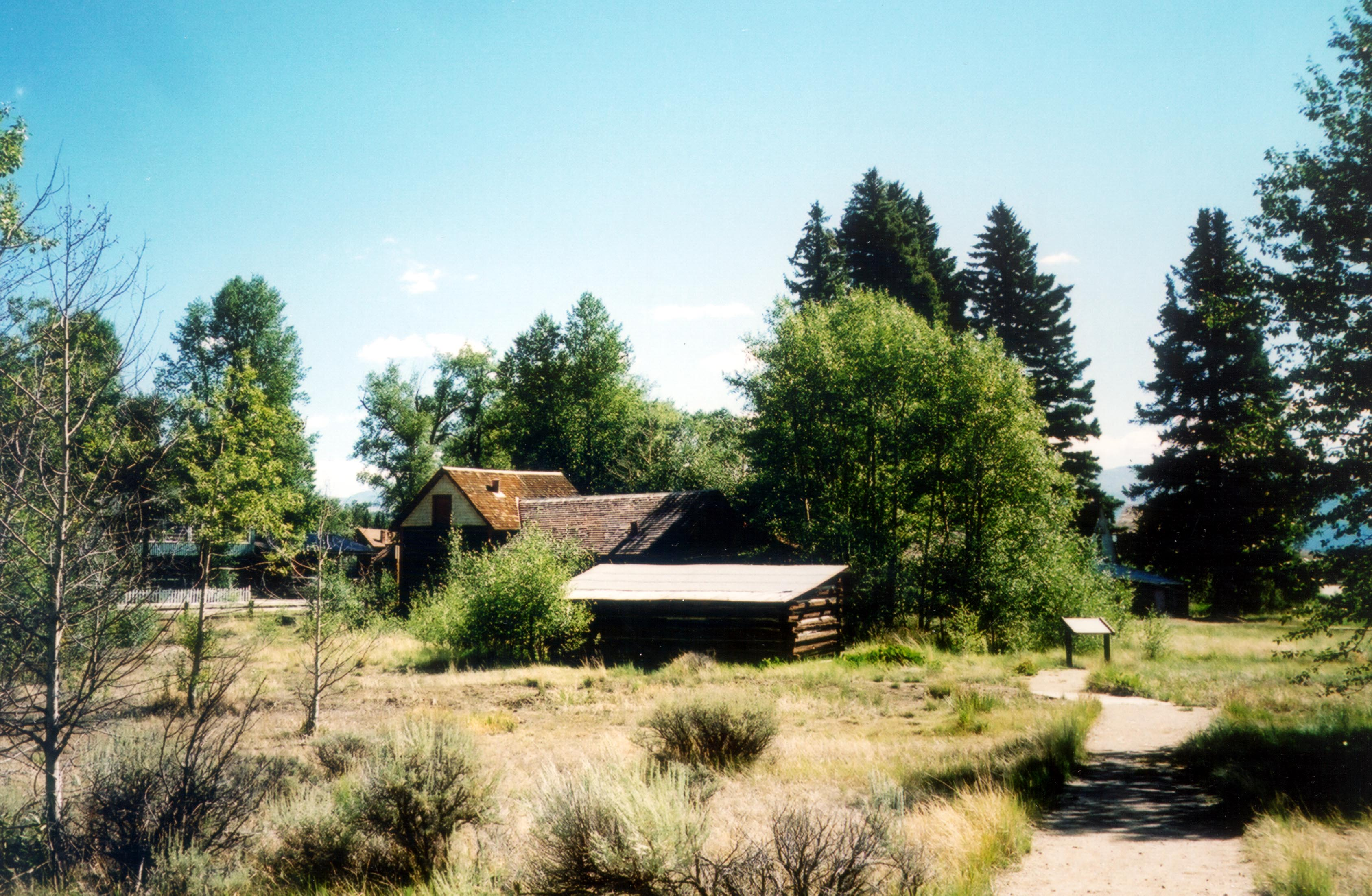
Twin Lakes District.